# براوونا

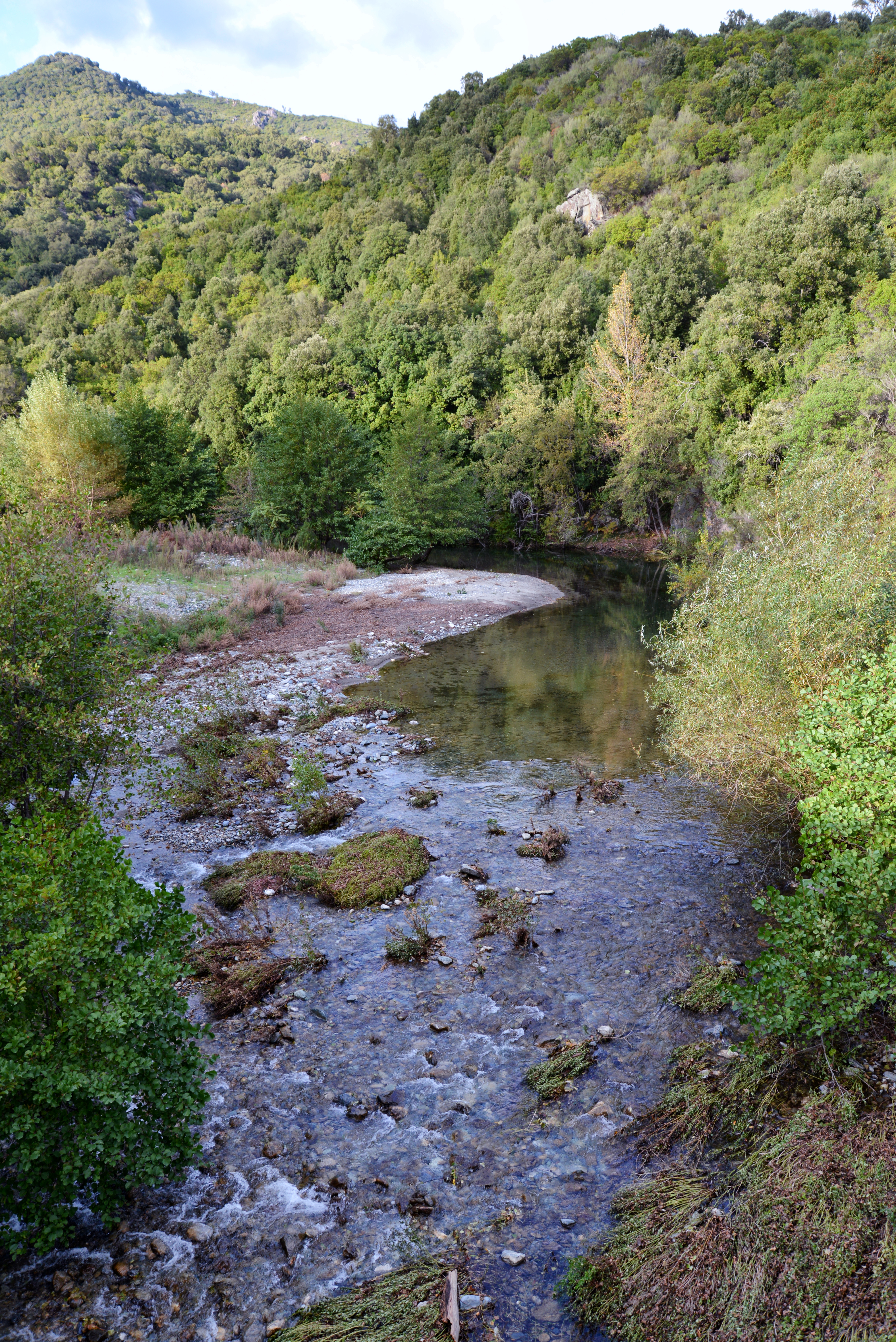
نمایی از شهرک براوونا در استان کرس شمالی - ۲۰۱۳

براوونا (به فرانسوی: Bravona) شهرک کوچک توریستی در نیمهٔ شرقی استان کرس شمالی در فرانسه است.

## پوشش گیاهی
اراضی براوونا از نظر پوشش گیاهی ۶۳/۹۸ درصد اراضی مرتعی و جنگلی ۳۰/۷۰ درصد اراضی کشاورزی ۳/۴۵ درصد منابع آبی سطحی و مابقی اراضی باتلاقی و مصنوعی هستند . 